# 5715 Kramer
5715 Kramer eller 1982 SE1 är en asteroid i huvudbältet som upptäcktes den 22 september 1982 av den amerikanske astronomen Edward L.G. Bowell vid Anderson Mesa Station. Den är uppkallad efter Kathryn X. Kramer.
Asteroiden har en diameter på ungefär 16 kilometer och den tillhör asteroidgruppen Hygiea.